# Хамидуллин, Марат Уметбаевич
Мара́т Уметба́евич Хамиду́ллин (2 января 1936, д. Яр-Бишкадак, Макаровский район, БАССР — 12 января 2011, Ишимбай) — советский токарь, Герой Социалистического Труда (присвоено 22 июля 1985 года).

## Биография
Хамидуллин Марат Уметбаевич родился в 1936 году, в Ишимбайском районе Республики Башкортостан.
Проживал в городе Ишимбае, в Кусяпкулово.
Образование — школа № 3 г.Ишимбая (сейчас — Башкирская  гимназия—интернат № 2 имени Ахметзаки Валиди), затем вечернее отделение Ишимбайского нефтяного техникума.
Трудовую деятельность начал в 1958 году на Ишимбайском машиностроительном заводе имени Сталина.
С 1967 по 1994 год работал токарем-расточником в механоремонтном цехе РМЗ ОАО «Салаватнефтеоргсинтез».
Ушёл из жизни 12 января 2011 года.

## Награды
За досрочное выполнение плановых заданий и социалистических обязательств одиннадцатой пятилетки, большой личный вклад в создание и освоение комплекса по производству этилена и пропилена в производственном объединении «Салаватнефтеоргсинтез» и проявленный трудовой героизм Указом Президиума Верховного Совета СССР от 22 июля 1985 г. М. У. Хамидуллину присвоено звание Героя Социалистического Труда.
Награждён орденами Ленина (1985), Трудового Красного Знамени (1980), Трудовой Славы III степени (1975), медалями.